# Asplenium lepidum
Asplenium lepidum är en svartbräkenväxtart. Asplenium lepidum ingår i släktet Asplenium och familjen Aspleniaceae.

## Underarter
Arten delas in i följande underarter:
- A. l. haussknechtii
- A. l. lepidum